# Bismarckturm (Ballenstedt)
Der Bismarckturm beim Ballenstedter Ortsteil Opperode ist ein 1914–1915 begonnener und erst 1930–1931 fertiggestellter Aussichtsturm auf dem 270,6 m ü. NN hohen Stahlsberg im Harz im Landkreis Harz in Sachsen-Anhalt und gehört zu den Bismarckdenkmälern.

## Geografische Lage
Der Bismarckturm befindet sich im Mansfelder Land am Rand des Naturparks Harz/Sachsen-Anhalt. Er steht auf dem direkt südlich des vom Sauerbach durchflossenen Opperode gelegenen Stahlsberg, einem bewaldeten Bergsporn der Nordostflanke des Harzes.

## Beschreibung und Geschichte
Zur 100-Jahr-Feier der Völkerschlacht bei Leipzig (1913) regte der Ballenstedter Oberbürgermeister Wendt die Errichtung eines Bismarckturms an. Der dafür gebildete Turmausschuss wählte als Standort den Stahlsberg bei Opperode und Wilhelm Kreis als Architekten. Kreis legte einen Entwurf vor, der aus seinem älteren, preisgekrönten und mehrfach ausgeführten Typenentwurf Götterdämmerung weiterentwickelt war.

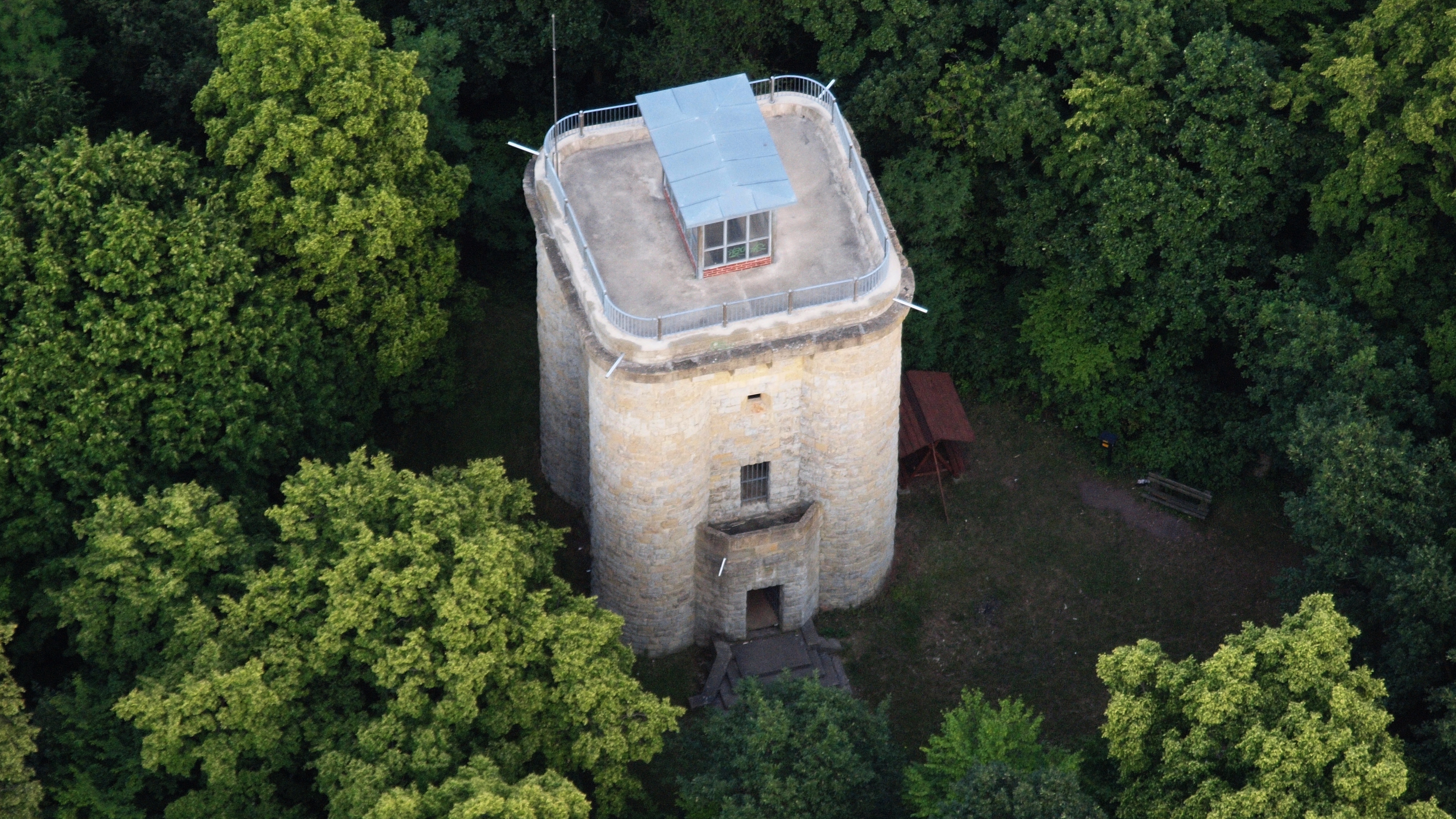
Ballenstedt, Bismarckturm, Luftaufnahme (2015)

Der Bismarckturm wurde aus Kalkstein und Harzer Granit errichtet. Die feierliche Grundsteinlegung fand kurz vor Ausbruch des Ersten Weltkriegs am 14. Juni 1914 statt, in dem die Bauarbeiten zum Erliegen kamen. Von 1930 bis Anfang 1931 wurde der Turm im Auftrag des Harzklub-Zweigvereins Ballenstedt in etwas vereinfachter Form fertiggestellt, so verzichtete man zum Beispiel auf die ursprünglich vorgesehene Feuerschale auf der Aussichtsplattform. Am 20. Mai 1931 wurde der Turm im Rahmen einer schlichten Feier eingeweiht.
Nach dem Zweiten Weltkrieg und in der DDR-Zeit war der Turm dem Verfall preisgegeben. Nach der Wende erfolgte 1994/1995 eine Restaurierung, und der Turm wurde am 1. Juli 1995 wieder eröffnet.
Der anfangs 12,10 m hohe Turm ist mit dem nachträglich installierten Treppenüberbau 14,67 m hoch, ursprünglich waren 16,50 m geplant. Eine Innentreppe mit 57 Stufen führt auf die Aussichtsplattform, die auf 12,10 m Höhe liegt.

## Wandern und Aussichtsmöglichkeit
Der Bismarckturm ist nicht ständig zugänglich; es kann aber ein Schlüssel in der Touristik-Information Ballenstedt entliehen werden. Von der Aussichtsplattform fällt der Blick besonders auf das Harzvorland, Ballenstedt und Opperode. Der Turm ist als Nr. 199 in das System der Stempelstellen der Harzer Wandernadel einbezogen.